# عتيقة كروية
العتيقة الكروية (الاسم العلمي:Archaeoglobus) هي جنس من العتائق يتبع فصيلة العتيقية الكروية من رتبة العتيقيات الكروية.

## أنواع
- عتيقة كروية لامعة (الاسم العلمي:Archaeoglobus fulgidus)
- عتيقة كروية ناقصة (الاسم العلمي:Archaeoglobus infectus)
- عتيقة كروية حجرية التغذية (الاسم العلمي:Archaeoglobus lithotrophicus)
- عتيقة كروية عميقة (الاسم العلمي:Archaeoglobus profundus)
- عتيقة كروية سامة (الاسم العلمي:Archaeoglobus veneficus)
- عتيقة كروية أليفة الكبريتات (الاسم العلمي:Archaeoglobus sulfaticallidus)